# 费尔德山
费尔德山（德語：Feldberg，發音：[ˈfɛltˌbɛʁk]）是德國西南部巴登－符騰堡州的山峰，海拔高度1493米，是德國阿爾卑斯山之外的最高峰，也是黑森林地區的最高峰。
费尔德山距離里吉山91公里，每年平均降雨量2114毫米。

## 外部連結
- （德文） Feldberg:History and images[永久]
- Feldberg:Image Gallery （页面存档备份，存于）
- Webcams: regiowebcam.de